# Magma (Computeralgebrasystem)
Magma ist eine mathematische Software, genauer ein Computeralgebrasystem (CAS). Magma kann mathematische Probleme aus Algebra, Zahlentheorie, Geometrie und Kombinatorik lösen. Das Programm ist nach der einfachsten algebraischen Struktur Magma benannt. 

## Entwicklung
Magma wird von der Computational Algebra Group der School of Mathematics and Statistics an der University of Sydney entwickelt und vertrieben.
Der Vorgänger von Magma war Cayley (1982–93), benannt nach den britischen Professor Arthur Cayley.
Magma Version 1.0 erschien im August 1993, Version 2.0 im Juni 1996.
Magma ist für Linux und Microsoft Windows sowie Solaris und Apple macOS verfügbar.

## Mathematische Bereiche von Magma (Auswahl)
- Gruppentheorie
- Zahlentheorie
- Algebraische Zahlentheorie
- Modultheorie und Lineare Algebra
- Kommutative Algebra und Gröbnerbasis
- Algebraische Geometrie
- Arithmetische Geometrie
- Kryptographie
- Kodierungstheorie
- Optimierung